# Lena Oberdorf
Lena Oberdorf (Gevelsberg, Alemania; 19 de diciembre de 2001) es una futbolista alemana. Juega como mediocampista y su equipo actual es el Bayern Múnich de la Bundesliga de Alemania. Es internacional con la selección de Alemania.

## Clubes
Oberdorf comenzó a jugar al fútbol juvenil en el club TuS Ennepetal. Luego jugó en el TSG Sprockhövel con equipos mixtos hasta 2018, cuando llegó al SGS Essen de la Bundesliga Femenina. Allí se convirtió rápidamente en una pieza clave del equipo, marcando goles en su debut en la liga y la Copa de Alemania. Tuvo su debut con Essen el 9 de septiembre de 2018 en la Copa de Alemania enfrentando al SV Henstedt-Ulzburg por la segunda ronda. En ese partido marcó dos goles en la victoria por 14-0. El 15 del mismo mes disputó su primer partido de Bundesliga contra el MSV Duisburgo, marcando nuevamente dos goles, en un partido que finalizó 4-0. Sus destacadas actuaciones la llevaron a ser convocada a la selección absoluta de Alemania a sus 17 años.
Antes de la temporada 2020-21 fue fichada por el VfL Wolfsburgo. Con las "Lobas" jugó 71 partidos y convirtió 17 goles. Se consagró campeona de la Bundesliga en una ocasión y de la Copa de Alemania en cuatro oportunidades. Además, fue finalista en dos ediciones de la Liga de Campeones Femenina.
En febrero de 2024, Oberdorf fue anunciada como nueva jugadora del Bayern  Múnich tras la finalización de la temporada 2023-24, firmando un contrato hasta junio de 2028. El 16 de julio de 2024, Oberdorf sufrió una lesión ligamentaria en la rodilla derecha durante un partido clasificatorio a la Eurocopa con la selección alemana frente a Austria.
| Club           | País     | Año       |
| -------------- | -------- | --------- |
| SGS Essen      | Alemania | 2018-2020 |
| VfL Wolfsburgo | Alemania | 2020-2024 |
| Bayern Múnich  | Alemania | 2024-act. |

## Selección nacional

### Categorías menores
Oberdorf celebró su debut con la camiseta alemana sub-15 el 28 de octubre de 2014 a la edad de doce años, en la victoria de 13 a 0 de su selección ante Escocia; entró en el minuto 41 por Verena Wieder. Dos días después, anotó en la victoria 8-0 en otro amistoso también contra Escocia. 
En julio de 2016, participó con el equipo nacional Sub-16 en la Copa Nórdica y alcanzó con el equipo el segundo lugar detrás de Noruega. También en 2016, fue la jugadora más joven del equipo de 21 miembros de la selección nacional Sub-17 para la Copa del Mundo en Jordania.
En 2017, se clasificó con el equipo para el Campeonato de Europa en la República Checa y pudo ganarlo después de una victoria final de 3-1 en los penales contra España. Después del torneo fue elegida "Jugador de oro" por la UEFA.
Para la selección nacional sub-19 jugó desde septiembre de 2017 hasta abril de 2018 seis partidos en la clasificación para el Campeonato Europeo sub-19, pero en el verano de 2018 fue convocada para el equipo de la selección nacional sub-20 y con esto participa en la Copa Mundial Femenina de Fútbol Sub-20 de 2018.

### Selección mayor
En diciembre de 2018, fue convocada por la entrenadora nacional Martina Voss-Tecklenburg para el campamento de entrenamiento de invierno del 14 al 21 de enero de 2019 en Marbella por primera vez en la selección absoluta. Su debut fue el 6 de abril de 2019 en Solna en una victoria por 2-1 en el partido amistoso contra la selección nacional de Suecia. Con 17 años y 109 días, es la octava jugadora más joven en debutar en la selección nacional. 
Participó con la selección absoluta de Alemania en la Copa Mundial Femenina de Fútbol de 2019 que llegó hasta los cuartos de final.

#### Participaciones en torneos internacionales
| Torneo                      | Selección       | Sede                      | Resultado        |
| --------------------------- | --------------- | ------------------------- | ---------------- |
| Copa Mundial Sub-17 de 2016 | Alemania sub-17 | Jordania                  | Cuartos de final |
| Eurocopa Sub-17 de 2017     | Alemania sub-17 | República Checa           | Campeón          |
| Copa Mundial Sub-20 de 2018 | Alemania sub-20 | Francia                   | Cuartos de final |
| Copa Mundial de 2019        | Alemania        | Francia                   | Cuartos de final |
| Eurocopa 2022               | Alemania        | Inglaterra                | Subcampeón       |
| Copa Mundial de 2023        | Alemania        | Australia / Nueva Zelanda | Fase de grupos   |

## Palmarés

### Campeonatos nacionales
| Título                         | Club           | País     | Año     |
| ------------------------------ | -------------- | -------- | ------- |
| DFB-Pokal Femenino             | VfL Wolfsburgo | Alemania | 2020-21 |
| Bundesliga Femenina            | VfL Wolfsburgo | Alemania | 2021-22 |
| DFB-Pokal Femenino             | VfL Wolfsburgo | Alemania | 2021-22 |
| DFB-Pokal Femenino             | VfL Wolfsburgo | Alemania | 2022-23 |
| Copa de Alemania               | VfL Wolfsburgo | Alemania | 2023-24 |
| Supercopa de Alemania Femenino | Bayern Múnich  | Alemania | 2024-25 |
| Bundesliga Femenino            | Bayern Múnich  | Alemania | 2024-25 |
| DFB-Pokal Femenino             | Bayern Múnich  | Alemania | 2024-25 |

### Campeonatos internacionales
| Título                               | Equipo                | Sede            | Año  |
| ------------------------------------ | --------------------- | --------------- | ---- |
| Campeonato Europeo Sub-17 de la UEFA | Selección de Alemania | República Checa | 2017 |

### Distinciones individuales
| Distinción                                        | Año        |
| ------------------------------------------------- | ---------- |
| Jugadora de Oro del Campeonato Europeo Sub-17     | 2017       |
| Medalla Fritz Walter (Bronce)                     | 2018       |
| Medalla Fritz Walter (Plata)                      | 2019       |
| Medalla Fritz Walter (Oro)                        | 2020       |
| Jugadora nacional femenina del año en Alemania    | 2020       |
| Mejor Jugadora Joven del Mundo (Goal NxGn)        | 2020       |
| Jugadora joven del torneo de la Eurocopa Femenino | 2022       |
| IX Ideal de la Eurocopa Femenino                  | 2022       |
| IX Ideal de FIFA/FIFPRO                           | 2022       |
| IX Mundial Femenino de la IFFHS                   | 2022, 2023 |
| Mejor Jugadora Joven de la Liga de Campeones      | 2022-23    |